# Ливраменту (Параиба)
Ливраменту (порт. Livramento) — муниципалитет в Бразилии, входит в штат Параиба. Составная часть мезорегиона Борборема. Входит в экономико-статистический микрорегион Карири-Осидентал. Население составляет 7609 человек на 2006 год. Занимает площадь 300 км². Плотность населения — 26,1 чел./км².

## История
Город основан 11 ноября 1962 года. 

## Статистика
- Валовой внутренний продукт на 2003 год составляет 12 641 148,00 реалов (данные: Бразильский институт географии и статистики).
- Валовой внутренний продукт на душу населения на 2003 год составляет 1613,42 реалов (данные: Бразильский институт географии и статистики).
- Индекс развития человеческого потенциала на 2000 год составляет 0,586 (данные: Программа развития ООН).